# Vorhol, Kroleveț
Vorhol (în ucraineană Воргол) este un sat în comuna Lîtvînovîci din raionul Kroleveț, regiunea Sumî, Ucraina.

## Demografie
Componența lingvistică a localității Vorhol
     Ucraineană (97,54%)
     Rusă (2,11%)
Conform recensământului din 2001, majoritatea populației localității Vorhol era vorbitoare de ucraineană (97,54%), existând în minoritate și vorbitori de rusă (2,11%).